# San Vicente (Colombia)
San Vicente (ufficialmente San Vicente Ferrer) è un comune della Colombia facente parte del dipartimento di Antioquia.
Il centro abitato venne fondato da José e Eusebio Ceballos Rojas nel 1759, mentre l'istituzione del comune è del 1814.